# Організація Східнокарибських держав

Емблема Організації Східнокарибських держав

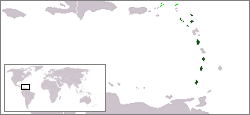
Карта країн-учасниць Організації Східнокарибських держав

Організація Східнокарибських держав (англ. Organisation of Eastern Caribbean States (OECS)) — Економічний та валютний союз країн Карибського басейну.

## Історія
Організація Східнокарибських держав (OECS) була створена 18 червня 1981 року, офіс якої знаходився у столиці Сент-Люсії Кастрі. OECS є правонаступником Британських Підвітряних островів, яка мала назву Асоційовані держави Вест-Індії (WISA). Одним з найважливіших критеріїв організації був економічний розвиток та транснаціональної інтеграції серед його держав-членів.
Всі держави-члени ОСКД (за винятком Мартиніки) є повноправними, або асоційованими членами Карибського співтовариства (CARICOM) та знаходилися в групі країн, які приєдналися до Єдиного ринку та економіки КАРИКОМ (CSME). Засновниками організації є Антигуа і Барбуда, Домініка, Гренада, Монтсеррат, Сент-Кіттс і Невіс, Сент-Люсія, Сент-Вінсент і Гренадини. Асоційовані члени організації: з 1984 року Британські Віргінські Острови, з 1995 року Антигуа, з 2016 подала заявку на вступ до OECS Мартиніка (ведуться переговори).
Держави мають єдину валюту — Східнокарибський долар.
Операції з валютою здійснюються через Східнокарибський центральний банк (ECCB) на острові Сент-Кіттс. Центральний Банк має виняткове право випуску банкнот і монет на території держав — членів організації. Східнокарибський долар має обіг у семи державах OECS й у Ангільї. На території Британських Віргінських Островів як валюта використовується долар США та власний долар (монети карбуються здебільшого для колекціонерів).